# Rochefort-du-Gard
Rochefort-du-Gard é uma comuna francesa na região administrativa de Occitânia, no departamento de Gard. Estende-se por uma área de 34,03 km². Em 2010 a comuna tinha 7 756 habitantes (densidade: 227,9 hab./km²).